# Clavari
El clavari era un funcionari del municipi encarregat de les finances i de fer els llibres de clavaria, on constaven les entrades i sortides del Consell Municipal.
Aquest càrrec, documentat als segles xiv i xv, generalment era escollit cada any pel consell municipal. També està documentat al segle xvii i xix, i se sap per exemple que era un càrrec incompatible amb els d'administrador, escrivà de guardes, racional, pare d'orfes i mostassaf.